# شبکه فاکس بیزنس
شبکه فاکس بیزنس (FBN) شبکه تلویزیونی کابلی و ماهواره‌ای خبری آمریکایی است که پخش خود را از ۱۵ اکتبر ۲۰۰۷ شروع کرد. این شبکه به بحث در خصوص خبرهای کسب و کار و مالی می‌پردازد و در حدود ۵۸ میلیون خانوار در دسترس است.

## رقبا
- تلویزیون بلومبرگ
- سی ان بی سی

## بیرون
- وبگاه رسمی
- Fox Business Network در فیس‌بوک
- @FoxBusiness در توییتر